# Пустковик рудий
Пустковик рудий (Calamanthus campestris) — вид горобцеподібних птахів родини шиподзьобових (Acanthizidae). Ендемік Австралії.

## Підвиди
Виділяють сім підвидів:
- C. c. winiam Campbell, AJ & Campbell, AG, 1927 (південний схід Південної Австралії і захід Вікторії);
- C. c. campestris (Gould, 1841) (південне узбережжя Австралії);
- C. c. rubiginosus Campbell, AJ, 1899 (Західна Австралія);
- C. c. dorrie Mathews, 1912 (острів Дорре);
- C. c. hartogi Carter, 1916 (острів Дерк-Хартог);
- C. c. wayensis Mathews, 1912 (центрально-західна Австралія);
- C. c. isabellinus North, 1896 (південна частина центральної Австралії).